# Veld

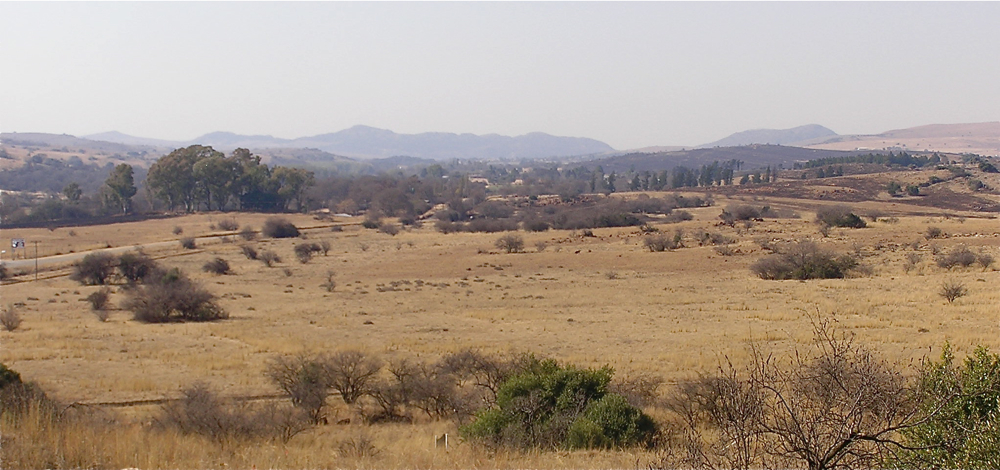
Highveld al norte de Johannesburgo

Se denomina Veld a las praderas de la República de Sudáfrica, las cuales se extienden por el norte y el nordeste del país. Es una palabra neerlandesa y afrikáans.
El Veld se divide en varias áreas diferenciadas:
- El Alto Veld o Highveld, meseta que conforma la ecorregión de la pradera del Alto Veld.

Gran parte del interior de Sudáfrica consiste una meseta elevada, los sectores más altos (entre 1500 m s. n. m. a 2100 manm) de la misma son denominados el Highveld, que comienza en el talud de Drakensberg, a unos 220 km al este de Johannesburgo y con una pendiente gradual hacia el oeste y suroeste, y hacia el norte, a través del Bushveld hacia el río Limpopo.
Estas zonas elevadas y más frescas (generalmente a más de 1500 m s. n. m.) se caracterizan por un terreno llano o levemente ondulado, amplias praderas y un clima tropical modificado. Hacia el este, el borde del Highveld se encuentra marcado por el Gran talud, o el Drakensberg Mpumalanga, pero en las otras direcciones el límite no es tan obvio y a menudo es arbitrario. El blesbok y quagga eran algunos de los grandes animales que alguna vez deambularon por el highveld en grandes manadas. Actualmente, aún persiste una importante población de springboks en algunas zonas, si bien gran parte de los terrenos son explotados para agricultura comercial y el mayor conurbano de Sudáfrica (Provincia de Gauteng).
- El Bajo Veld o Lowveld.
- El Veld intermedio o Middleveld.
- El Bushveld o veld arbolado.
- El Thornveld o veld espinoso.